# パパはわるものチャンピオン
『パパはわるものチャンピオン』は、2014年発売の作・板橋雅弘、絵・吉田尚令による日本の絵本。およびこれを原作とした2018年公開の日本映画。悪役レスラーとして活躍する父と息子の絆を描いた作品。

## 概要
2011年に岩崎書店から作・板橋雅弘、絵・吉田尚令による『パパのしごとはわるものです』が発売。ZERO1の協力を得て2013年1月には絵本プロレス「全国の頑張るお父さんに捧げるスペシャル応援マッチ」として登場人物の実演がなされた。
パパわるシリーズ第2作として2014年に表題である『パパはわるものチャンピオン』を発売。
2018年には第3作『わるものパパのだいだいだーいファン』が発売。第3作のみイラストをサトウマサノリが担当している。
後述のように第1作、第2作を原作として映画化がなされ、多くのメディアミックスを生んだ。

## あらすじ
大村孝志はかつては人気と実力を兼ね備えたプロレス界のエースとして活躍していたが、怪我や世代交代の影響で、今は悪役覆面レスラー・ゴキブリマスクとして、観客からブーイングを浴びながらリングに上がる日々を送っていた。しかし、そのことを現在9歳になる息子の祥太には打ち明けられずにおり、孝志と妻の詩織は、祥太には大きくなったら父親の仕事を教えてあげると約束していた。
だがある日、祥太はひょんなことから父親がゴキブリマスクであることを知ってしまう。大きなショックを受けた祥太は学校でも肩身の狭い思いをし、孝志に「わるもののパパなんて大嫌い」と言い放つ。しかしやがて、祥太は必死で戦うゴキブリマスクの姿が次第にかっこよく見えてくるようになる。

## 映画

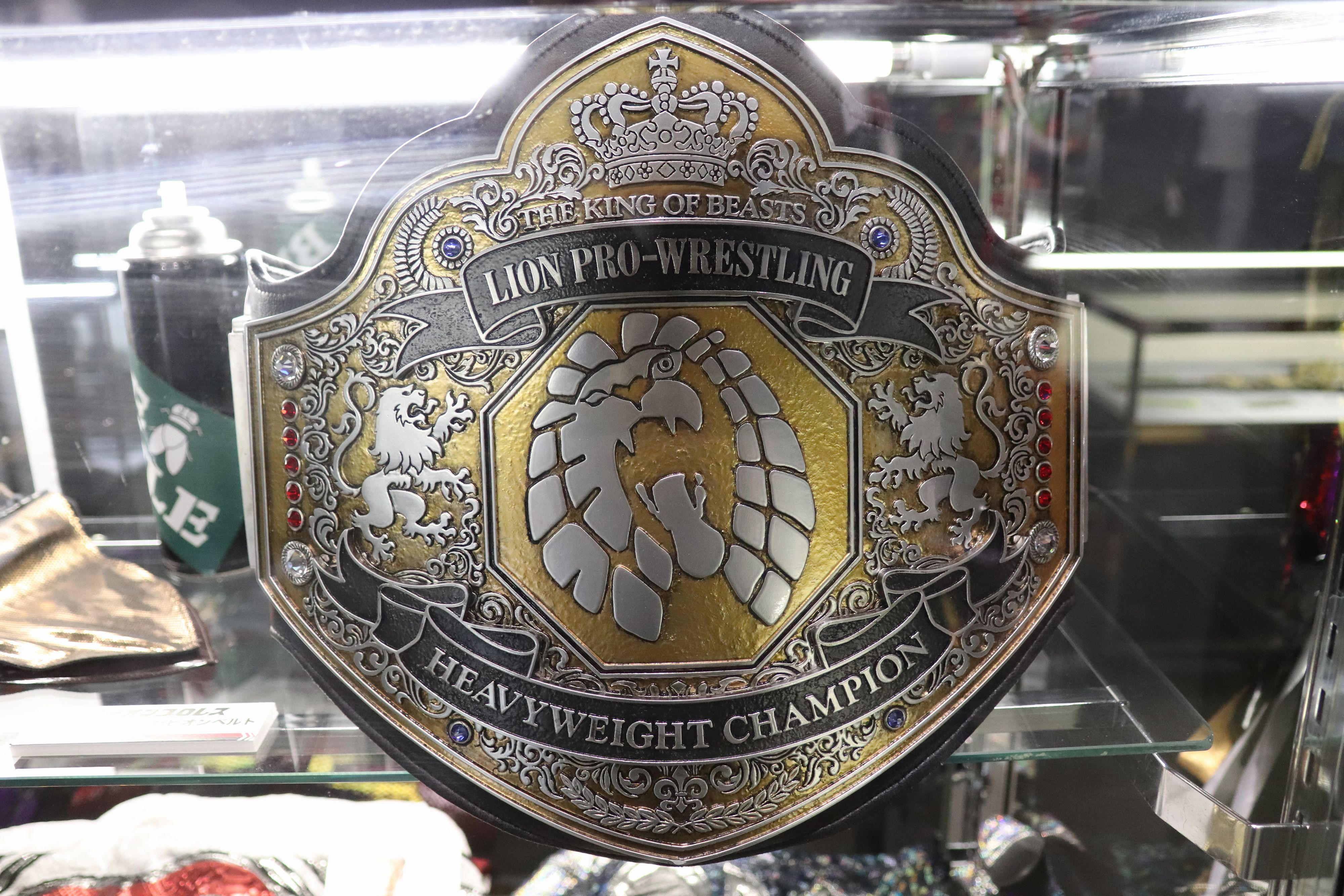
劇中使用チャンピオンベルト

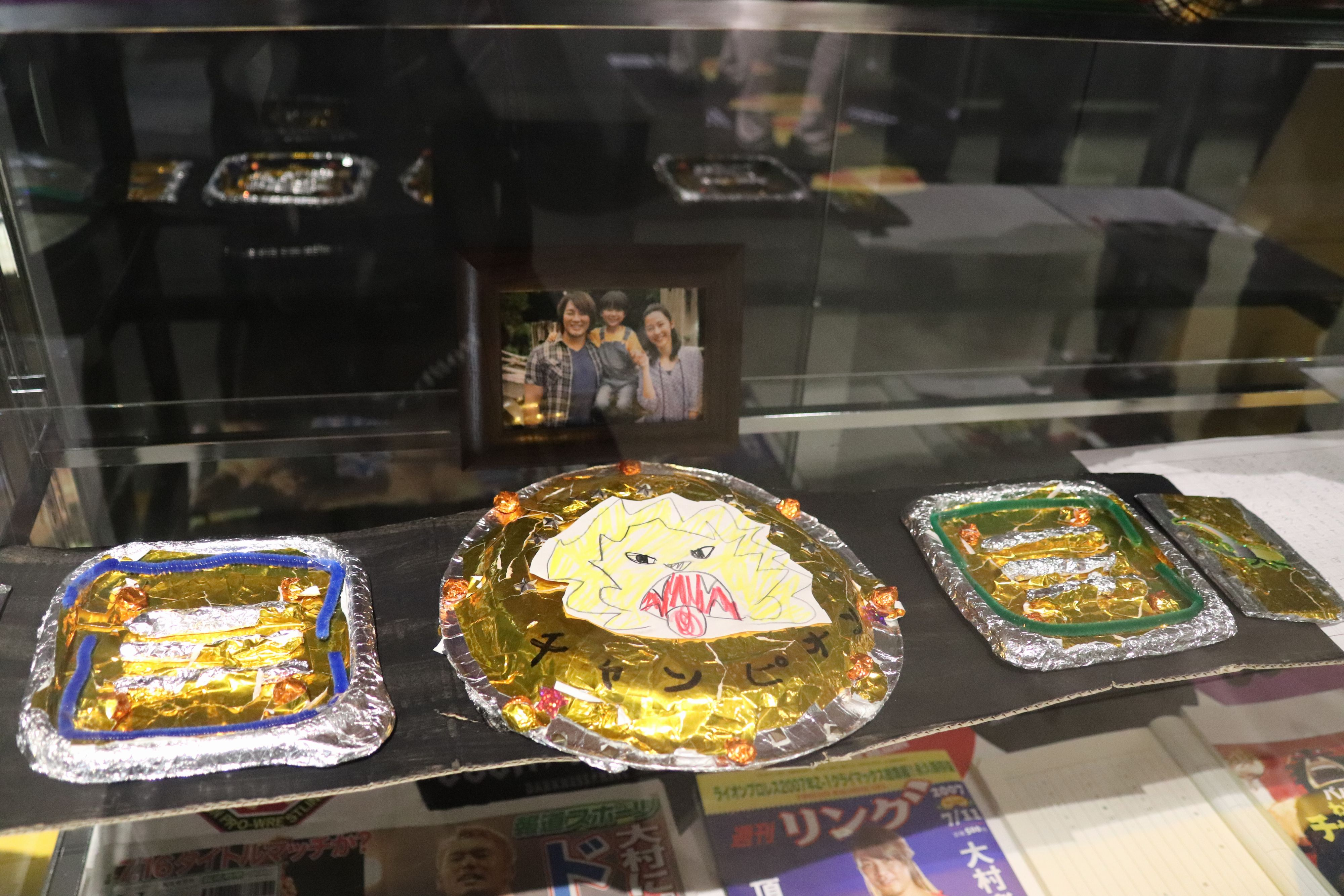
劇中使用チャンピオンベルト

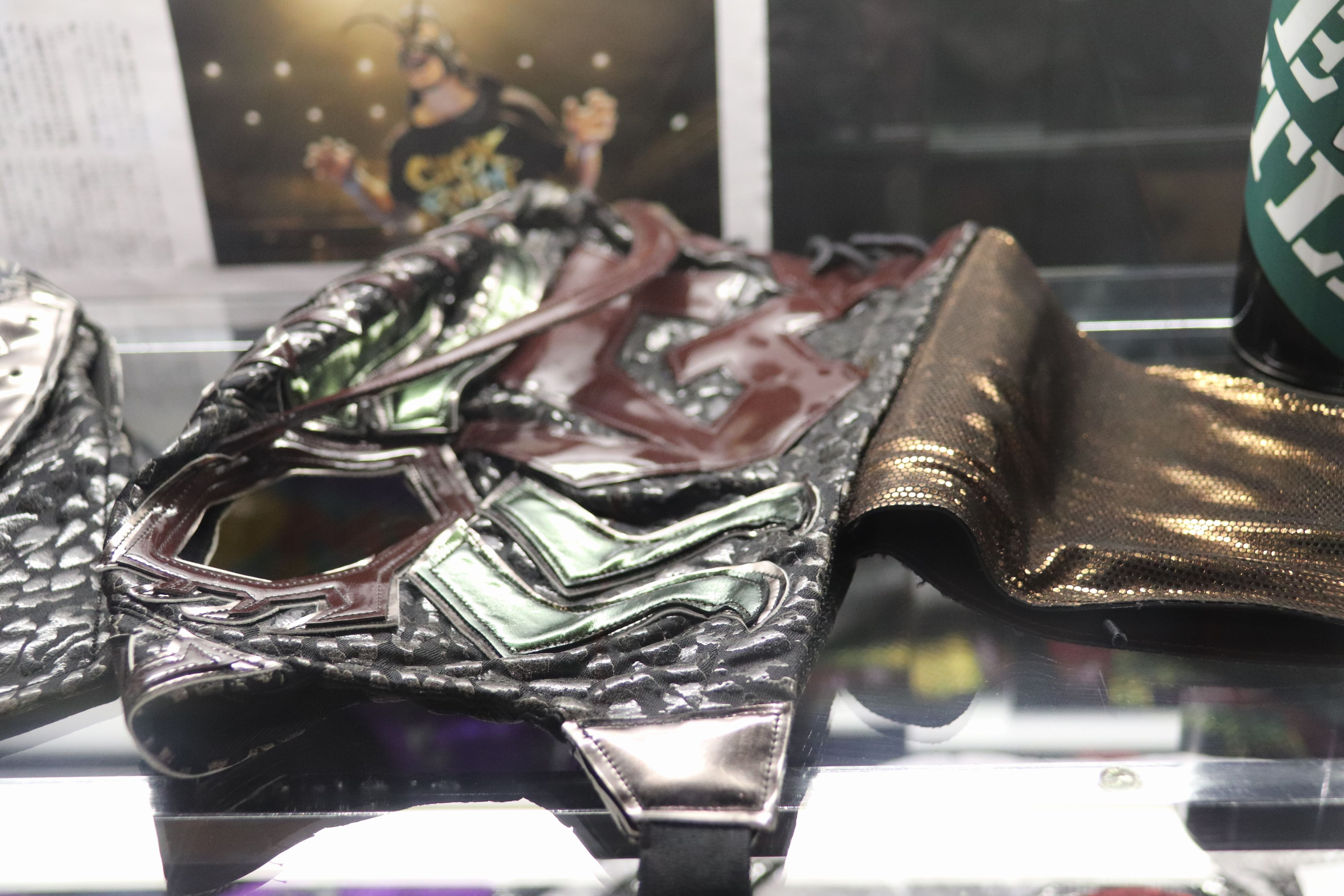
劇中使用のゴキブリマスク

2018年公開。プロレスラー・棚橋弘至の初主演映画であり、新日本プロレスの現役レスラーが多数出演している。
東京都推奨映画、映倫年少者映画審議会推薦作品、及び厚生労働省社会保障審議会推薦。
富川国際ファンタスティック映画祭 2019 BIFAN Children’s Jury Award 受賞。
2019年1月21日に開催された新日本プロレスの後楽園ホール大会では、映画の世界観を再現したスペシャルマッチが行われた。

### キャスト
- 大村孝志 / ゴキブリマスク：棚橋弘至
- 大村詩織：木村佳乃[6]
- 大村祥太：寺田心[6]
- 大場ミチコ：仲里依紗[8]
- ドラゴンジョージ：オカダ・カズチカ
- 寄田 / ギンバエマスク：田口隆祐
- スイートゴリラ丸山：真壁刀義
- ジョエル・ハーディ：バレッタ
- 天山広吉
- 小島聡
- 永田裕志
- 中西学
- KUSHIDA
- 後藤洋央紀
- 石井智宏
- 矢野通
- YOSHI-HASHI
- もんじゃ屋の客：内藤哲也、髙橋ヒロム
- 辻本耕志
- 通行人：ウンノヨウジ
- 平野マナ：根本真陽
- 先生：芦那すみれ
- 平野大輔：淵上泰史
- 町田翔平：松本享恭
- ユリ：川添野愛
- 編集長：大泉洋[8]（特別出演）
- 大友：大谷亮平[8]
- 本田功：寺脇康文[8]

### スタッフ
- 原作：作：板橋雅弘、絵：吉田尚令「パパのしごとはわるものです」「パパはわるものチャンピオン」（岩崎書店刊）
- 監督・脚本：藤村享平
- 主題歌：高橋優「ありがとう」（ワーナーミュージック・ジャパン / unBORDE）
- 配給：ショウゲート
- 制作プロダクション：ブリッジヘッド、パイプライン
- 製作：「パパはわるものチャンピオン」製作委員会（アミューズ、博報堂DYミュージック&ピクチャーズ、テレビ朝日、新日本プロレスリング、ブシロード、ブリッジヘッド）

## メディアミックス

### コミック版
映画脚本をもとに描かれているがマスクデザインなどにオリジナル要素が加えている。
- 原作：板橋雅弘、脚本：藤村享平、作画：アキラ 『パパはわるものチャンピオン』 秋田書店 〈A.L.C.・DX〉、全1巻。
  1. 2018年8月17日発売[10][11]、『フォアミセス』2018年5月号[12] - 7月号、ISBN 978-4-253-15570-0

### 小説版
原作・板橋雅弘、脚本・藤村享平。2018年6月16日に岩崎書店から発売されたノベライズ本。